# Замок Маруока
Замок Маруока (яп. 丸岡城, маруока-дзьо) — замок в префектурі Фукуї, Японія.

## Опис
Перший замок на цьому місці збудував Сімандате Саданаґа, васал клану Оґасавара, котрий володів провінцією. Будівництво сучасної будівлі було почате у 1576 році і завершилося 1595 року.
Замок має вигляд тридцятиметрового шестиярусного тенсю на семиметровій кам'яній основі, у якій було замуровано сліпу селянку.
Замок називають також «Касуміґа-дзьо», що означає «замок в тумані» (під час цвітіння сакури замок оточений як би біло-рожевою хмарою).